# 大翔湖友樹
大翔湖 友樹（だいしょううみ ともき、1984年4月21日 - ）は、東京都江東区出身で追手風部屋に所属した大相撲力士。身長178cm、体重148kg。本名は森 友樹（もり ともき）。最高位は東十両10枚目（2009年1月場所）。得意技は押し、寄り。

## 来歴
1994年にはわんぱく横綱小学4年生の部、1996年には小学6年生の部で優勝するなど幼少期から目立つ存在であった。高校は鳥取城北高等学校に相撲留学し、卒業後、日本大学経済学部に進学し、相撲部に所属。2006年には全国学生相撲選手権大会（学生横綱）で優勝し、幕下付出（15枚目格）を獲得した。2007年1月に初土俵を踏んだ大学の同級生清瀬海・山本山、天鎧鵬に遅れて、3月にデビューしたが、加賀谷戦でつき手による敗戦を喫するなど2勝5敗と負け越し、幕下15枚目格付出力士のデビュー場所としては、全休した垣添、二番相撲で黒星からの途中休場の明月院を除き最低の成績に終わった。西幕下33枚目で迎えた翌5月場所は5勝2敗と力を見せた。その後も7月場所で5勝2敗、9月場所で4勝3敗と3場所連続で勝ち越した。
2008年5月場所では東幕下4枚目で5勝2敗であったが惜しくも十両昇進を見送られ、東幕下筆頭となった7月場所では2番相撲の安壮富士戦で左腕を痛めた影響もあってか3勝2敗から6番相撲で若天狼、7番相撲で同期生の十両・市原に敗れ2連敗で負け越しとなった。翌9月場所は西幕下4枚目で4勝3敗で勝ち越し。東十両14枚目で7勝8敗の安壮富士との比較で、過去の例から十両昇進は難しいと思われていたが、大相撲力士大麻問題による大量解雇の影響もあり、番付編成会議において十両昇進が決定。本人も昇進をあきらめており、四股名を考えていなかったため、本名のまま十両昇進が発表された。その後、追手風親方が日本大学相撲部の田中英壽監督に電話し30分で四股名を決め、記者会見の直前に「大翔湖」と改名した。新十両の11月場所は9勝6敗と勝ち越し。その後は十両の下位で相撲を取っていたものの、2009年11月場所で4勝11敗と大きく負け越して幕下に陥落。さらに幕下陥落後も3場所連続で負け越すなど不振に喘いだ。2011年5月場所は全休で翌7場所は三段目に陥落。この場所は6勝1敗の成績で一場所で幕下に復帰したものの、翌9月場所も全休。
2011年11月8日、10月28日付けで大翔湖が引退届を提出していたことが発表された。肘の怪我のため低迷し、11月場所は西三段目6枚目にまで番付を落としていた。8月の石川合宿で左目を眼窩底骨折したため引退を決断した。
高校の1年先輩には尾上部屋の境澤賢一、同級生には尾車部屋の星風芳宏、境川部屋の城ノ龍康允がいる。

## 主な成績
- 通算成績：117勝114敗14休  勝率.506
- 十両成績：49勝56敗  勝率.467
- 現役在位：27場所
- 十両在位：7場所

### 場所別成績
| | 一月場所 初場所（東京） | 三月場所 春場所（大阪） | 五月場所 夏場所（東京） | 七月場所 名古屋場所（愛知） | 九月場所 秋場所（東京） | 十一月場所 九州場所（福岡） |
| --- | ----------------------- | ----------------------- | ----------------------- | --------------------------- | ----------------------- | --------------------------- |
| 2007年 （平成19年） | x                       | 幕下付出15枚目 2–5      | 西幕下33枚目 5–2        | 東幕下21枚目 5–2            | 西幕下11枚目 4–3        | 東幕下7枚目 2–5             |
| 2008年 （平成20年） | 東幕下18枚目 4–3        | 東幕下14枚目 6–1        | 東幕下4枚目 5–2         | 東幕下筆頭 3–4              | 西幕下4枚目 4–3         | 西十両14枚目 9–6            |
| 2009年 （平成21年） | 東十両10枚目 7–8        | 西十両11枚目 8–7        | 西十両10枚目 6–9        | 西十両12枚目 7–8            | 西十両13枚目 8–7        | 西十両10枚目 4–11           |
| 2010年 （平成22年） | 西幕下4枚目 2–5         | 西幕下10枚目 3–4        | 東幕下16枚目 3–4        | 西幕下26枚目 5–2            | 西幕下11枚目 4–3        | 東幕下8枚目 3–4             |
| 2011年 （平成23年） | 東幕下14枚目 2–5        | 八百長問題 により中止   | 西幕下26枚目 休場 0–0–7 | 東三段目筆頭 6–1            | 西幕下26枚目 休場 0–0–7 | 西三段目6枚目 引退 0–0–0    |
| 各欄の数字は、「勝ち-負け-休場」を示す。 優勝 引退 休場 十両 幕下 三賞：敢=敢闘賞、殊=殊勲賞、技=技能賞 その他：★=金星 番付階級：幕内 - 十両 - 幕下 - 三段目 - 序二段 - 序ノ口 幕内序列：横綱 - 大関 - 関脇 - 小結 - 前頭（「#数字」は各位内の序列） |                         |                         |                         |                             |                         |                             |

## 改名歴
- 森 友樹（もり ともき）2007年3月場所-2008年11月場所
- 大翔湖 友樹（だいしょううみ -）2008年11月場所-2011年11月場所